# Slitting

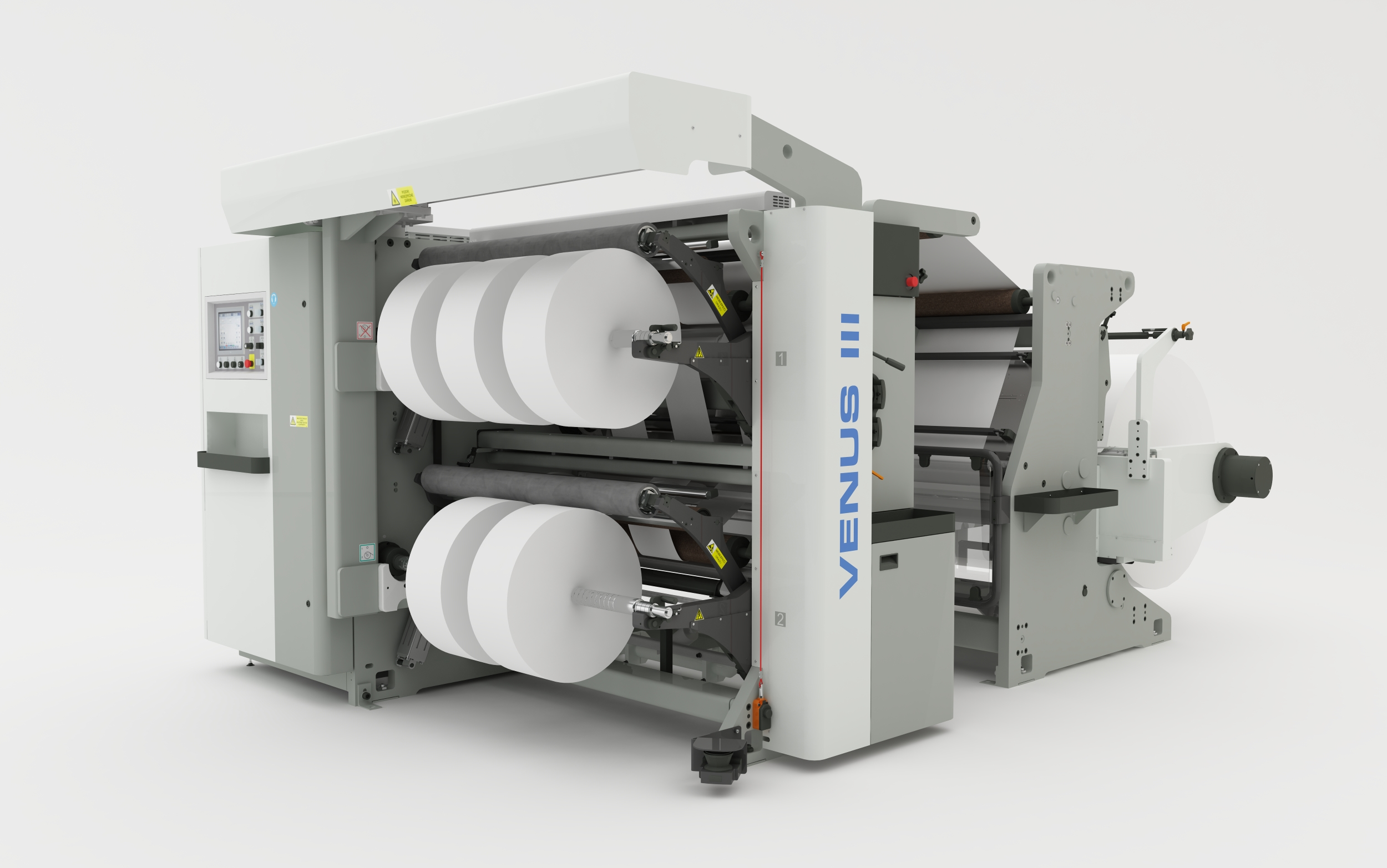
Slitter

Slitting is een mechanisch knipproces dat gebruikt wordt om rollen blik (plaatstaal) in stroken te snijden. De techniek wordt ook toegepast bij het verdelen van grote platen in enkele kleinere exemplaren, vooral als dit in een productieomgeving veelvuldig moet gebeuren.
Met slitten worden alleen rechte sneden gemaakt. Bij dit continue proces wordt de te slitten plaat tussen twee cirkelvormige messen — het onder- en het bovenmes — doorgehaald. De messen zijn gemonteerd op roterende assen. Doordat de messen cirkelvormig zijn, staan ze automatisch onder een hoek met het te snijden plaatmateriaal.
Slitting is een scheidingsproces dat met zeer hoge snijsnelheden (tot 200 m/min = 3,34 m/s) kan worden uitgevoerd en een proces dat voornamelijk in grootschalige productie wordt toegepast.